# Hjardemål Klitplantage
Hjardemål Klitplantage är en skog i Danmark. Den ligger i Region Nordjylland, i den nordvästra delen av landet. Hjardemål Klitplantage ligger på ön Vendsyssel-Thy. kring skogen förekommer hed och jordbruksmark.